# Калтенхолцхаузен
Калтенхолцхаузен (њем. Kaltenholzhausen) општина је у њемачкој савезној држави Рајна-Палатинат. Једно је од 137 општинских средишта округа Рајн-Лан. Према процјени из 2010. у општини је живјело 606 становника. Посједује регионалну шифру (AGS) 7141065.

## Географски и демографски подаци
Калтенхолцхаузен се налази у савезној држави Рајна-Палатинат у округу Рајн-Лан. Општина се налази на надморској висини од 235 метара. Површина општине износи 6,1 km². У самом мјесту је, према процјени из 2010. године, живјело 606 становника. Просјечна густина становништва износи 100 становника/km².